# Czajka towarzyska
Czajka towarzyska (Vanellus gregarius) – gatunek średniej wielkości ptaka wędrownego z rodziny sieweczkowatych (Charadriidae). Krytycznie zagrożony. Nie wyróżnia się podgatunków.

## Zasięg występowania
Czajka towarzyska zamieszkuje południowo-środkową Rosję oraz Kazachstan. Zimuje w Sudanie, Erytrei, Izraelu, na Półwyspie Arabskim oraz w Pakistanie i Indiach, prawdopodobnie również w Iraku i Iranie. Do Polski zalatuje sporadycznie (do 2021 roku odnotowano 61 stwierdzeń tego gatunku, łącznie obserwowano 63 osobniki). 

## Morfologia

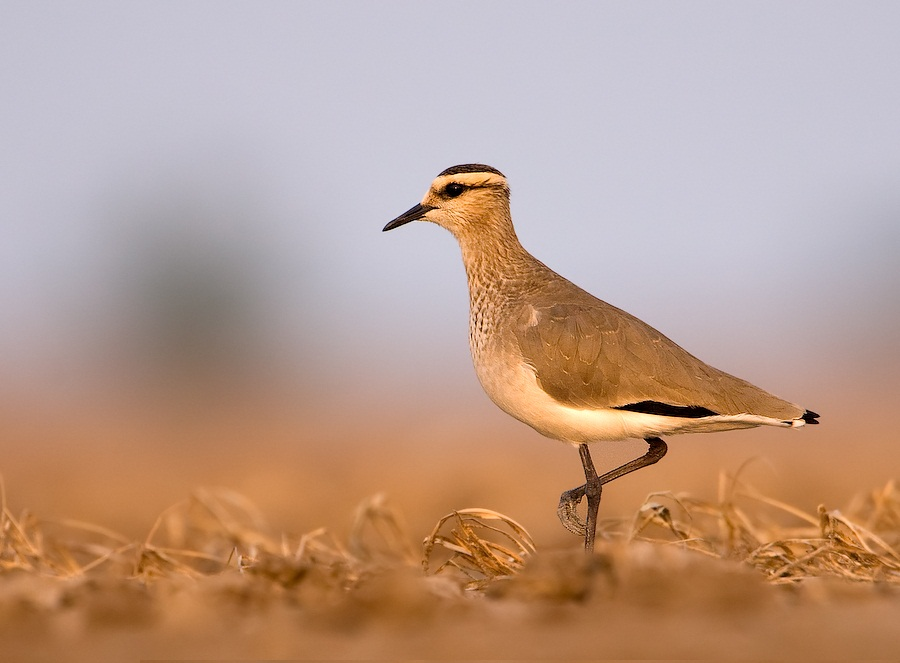
Czajka towarzyska w szacie spoczynkowej sfotografowana w Indiach

WyglądBrak wyraźnego dymorfizmu płciowego. W szacie godowej boki głowy, szyja, pierś i wierzch ciała szare. Na skrzydłach odcień brązowy. Na wierzchu głowy czarna czapeczka z białą obwódką. Przez oko czarny pas. Ogon biały z czarną plamą na końcu. Przednia część brzucha rdzawa, tylna biała. Nogi i dziób ciemne. W szacie spoczynkowej oraz osobniki młodociane mają czapeczkę brązową i brzuch cały biały.
Wymiary średniedługość ciała ok. 25–30 cm
rozpiętość skrzydeł ok. 68–75 cm
masa ciała ok. 150–250 g

## Ekologia i zachowanie

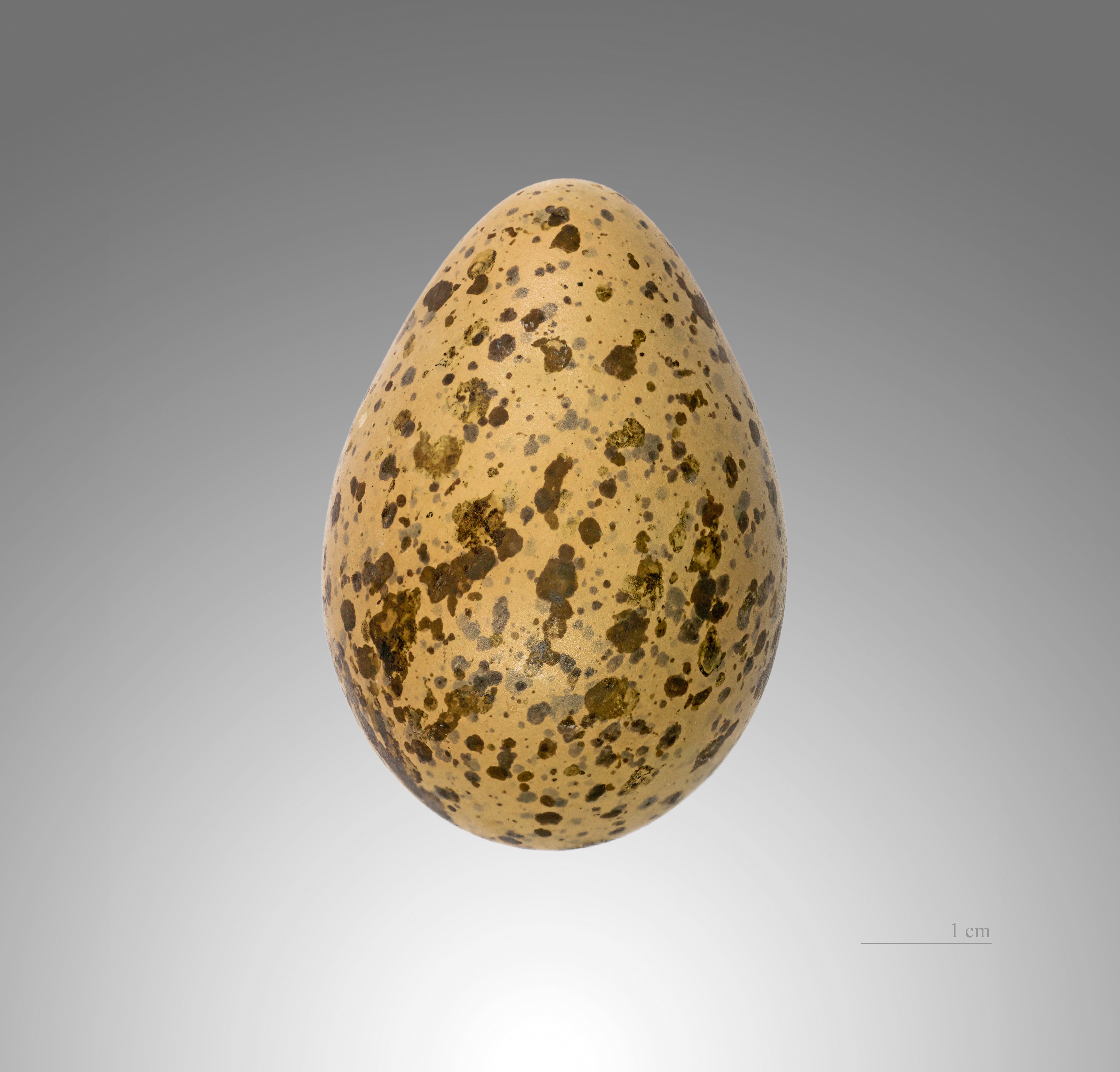
Jajo z kolekcji muzealnej

BiotopStep i półpustynia.
GniazdoNa ziemi, tworzy niewielkie, luźne kolonie (gniazda co 25–50 m) złożone z 5 do 20 par. Ptaki monogamiczne o silnym terytorializmie.
JajaW ciągu roku wyprowadza jeden lęg, składając w kwietniu–maju 2 do 5 jaj.
WysiadywanieJaja wysiadywane są przez okres około 22 dni, głównie przez samicę.
PożywienieOwady i pająki z niewielką domieszką roślin.

## Status i ochrona
IUCN od 2004 roku klasyfikuje czajkę towarzyską jako gatunek krytycznie zagrożony (CR – Critically Endangered); wcześniej, od 1994 roku uznawano ją za gatunek narażony (VU – Vulnerable). Liczebność populacji w 2006 roku szacowano na około 11 200 dorosłych osobników, a jej trend jest malejący. Za główne zagrożenie dla gatunku uważa się nielegalne polowania na trasach przelotów i na zimowiskach.
W Polsce czajka towarzyska podlega ścisłej ochronie gatunkowej.